# فرانك ثورن
فرانك ثورن (بالإنجليزية: Frank Thorne)‏ هو فنان قصص مصورة أمريكي، ولد في 16 يونيو 1930 في راهواي في الولايات المتحدة.